# Гусабю

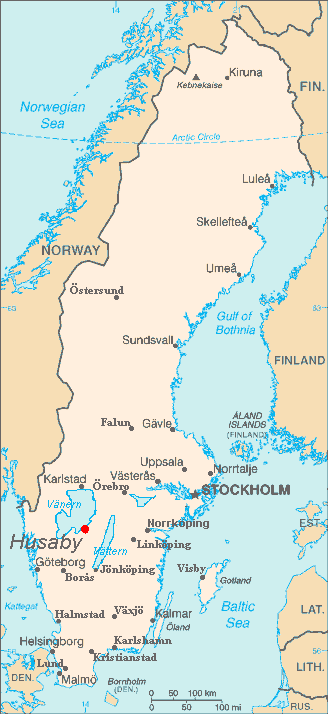
Husaby in Sweden

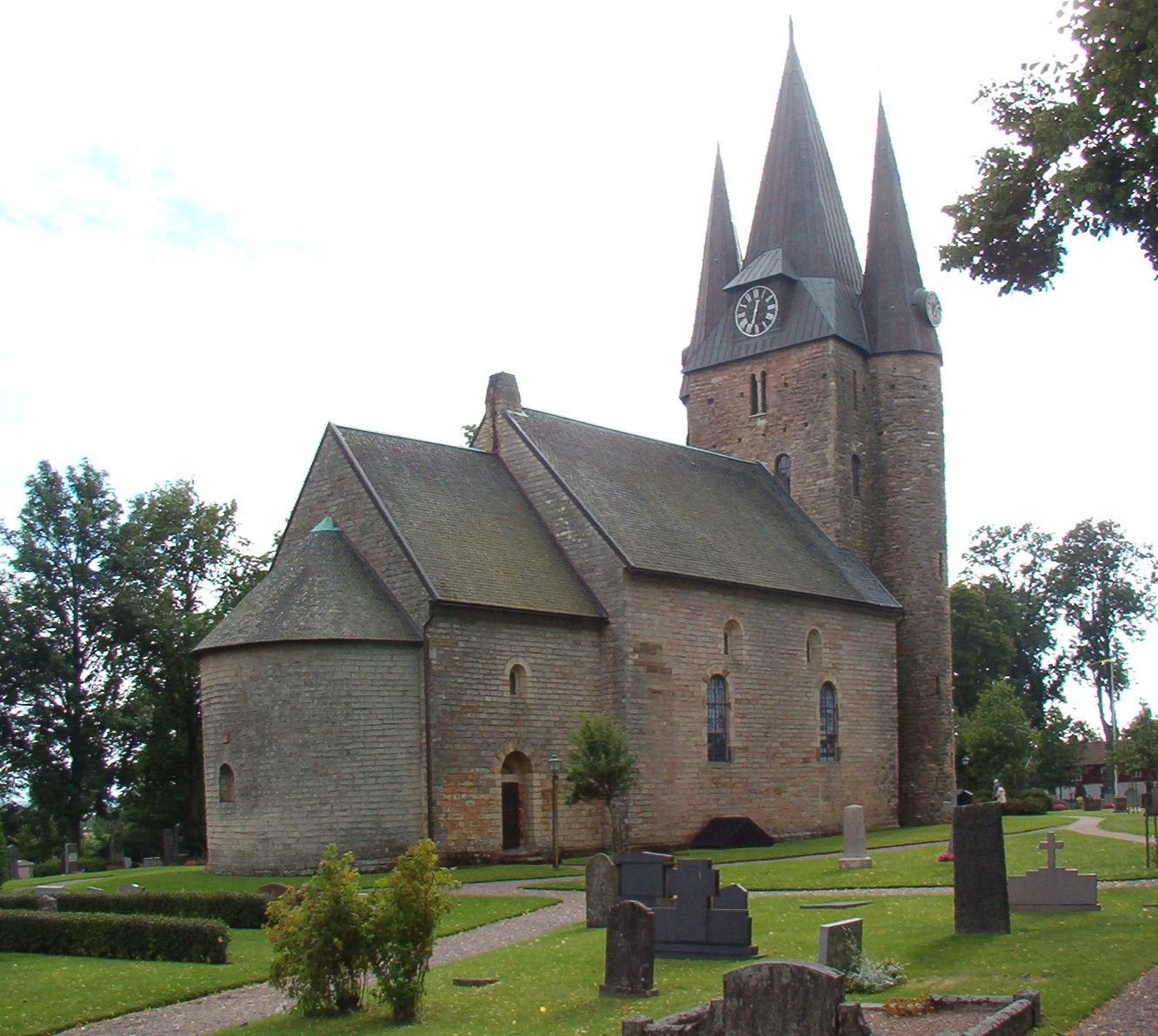
Husaby Church

Гусабю (швед. Husaby) — невелике місто в Швеції.

## Географія і історія
Містечко Гусабю знаходиться на заході Швеції, в комуні Йотене лена Вестра-Гьоталанд, в 15 км на північний захід від міста Лідчепінг на березі озера Венерн. Населення на 2006 рік становило 433 особи.
Середньовічний Гусабю відомий як один з найважливіших центрів християнізації Швеції. Згідно з переказами, тут прийняв хрещення у 1008 році шведський король Улофф Шетконунг — перший християнський імператор Швеції (історичними документами цей факт не підтверджений). Церква Гусабю була першим кафедральним собором в Швеції. Поблизу цієї церкви знаходиться струмок святого Зігфріда (Сігурда), в якому хрестився король Олаф, і руїни єпископського замку, зведеного близько 1400 року Брюнольфом Герлакссоном і зруйнованого під час Реформації.
На території громади археологами відкриті численні місця стоянок і поселень первісної населення Скандинавії. Крім стародавніх поховань, каменів з рунічними письменами (Husabysten), тут також виявлені наскельні малюнки і піктограми — в першу чергу в районі Лілла-Флюхів (Lilla Flyhov).

## Галерея

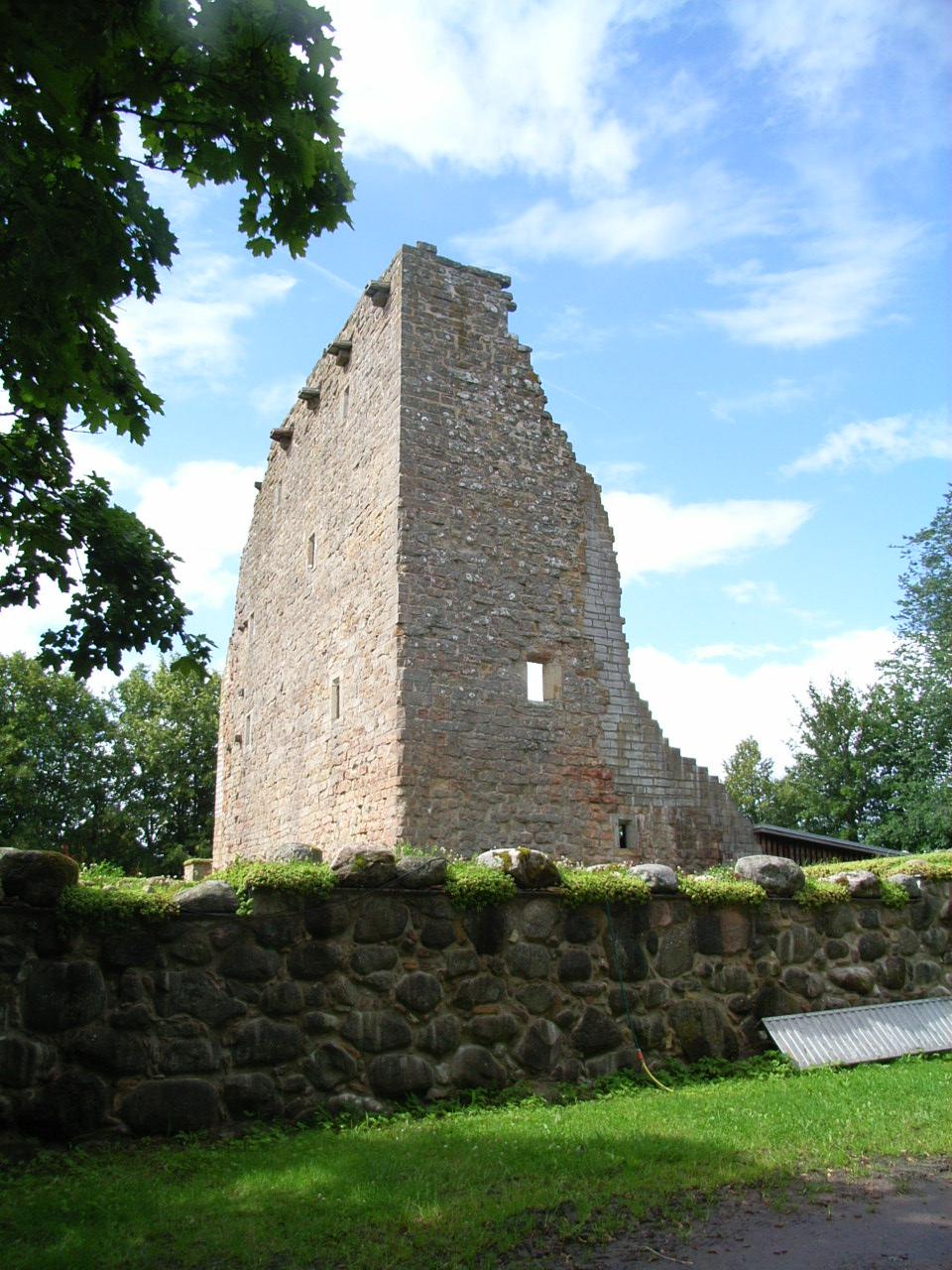
Єпископський замок
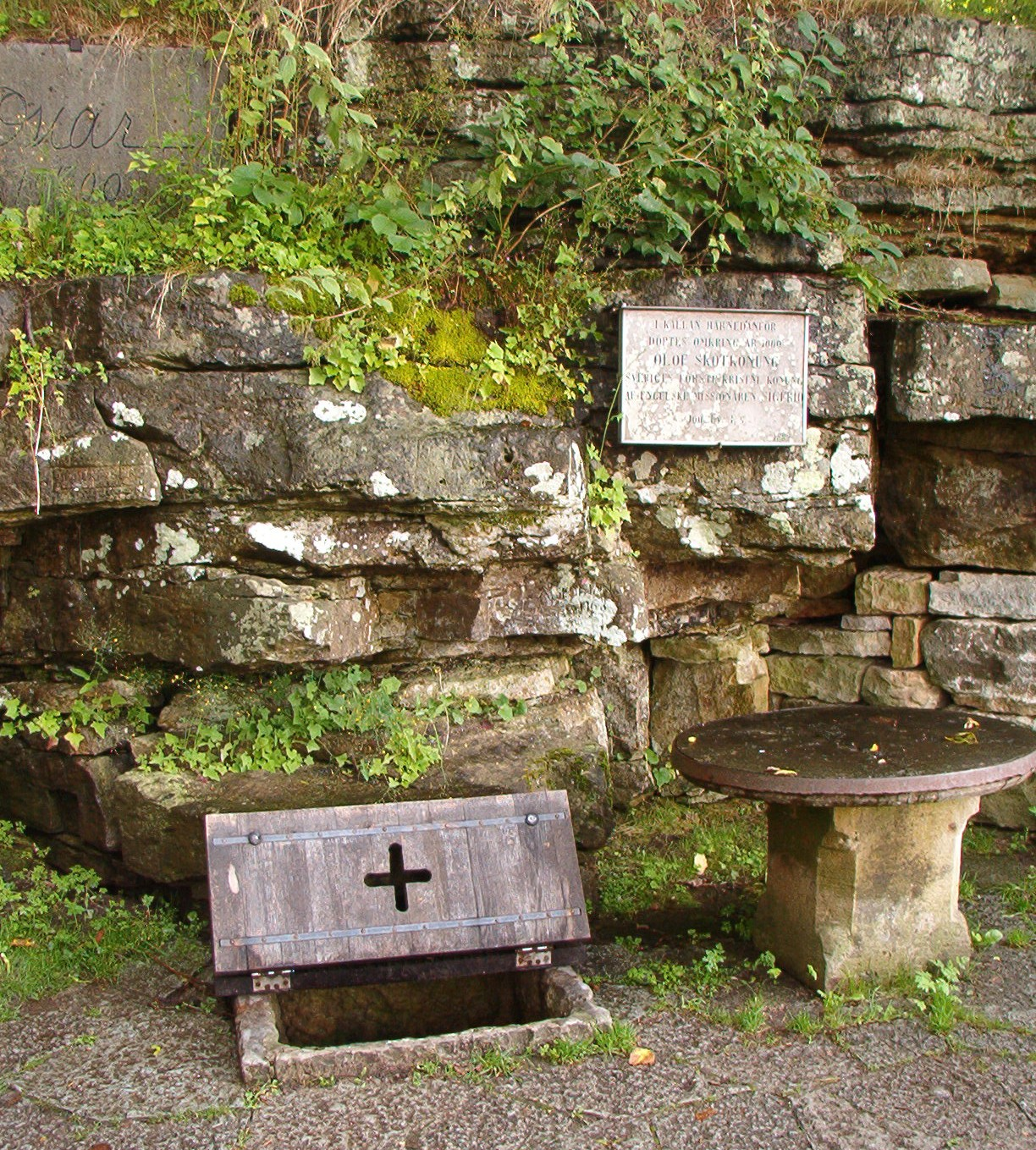
Струмок св. Сігурда
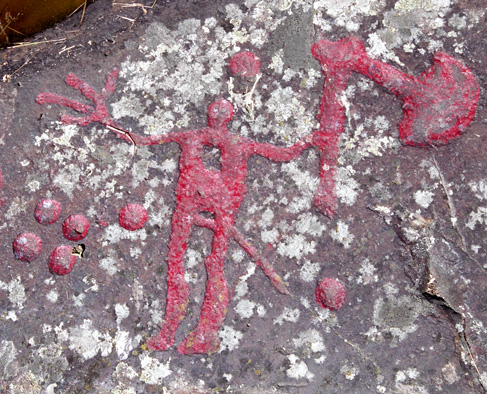
Наскельні малюнки в Лілла-Флюгов
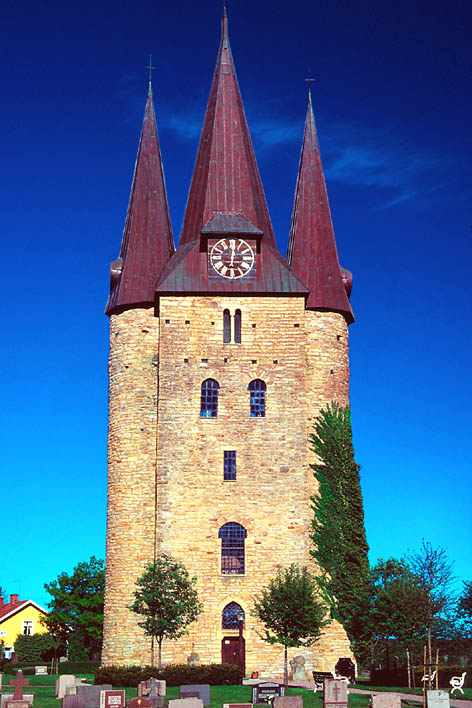
Церква в Гусабю